# Буфетов, Александр Игоревич
Алекса́ндр И́горевич Буфе́тов (род. 8 июля 1979) — российский математик, доктор физико-математических наук, лауреат премии имени С. В. Ковалевской (2015), профессор РАН.

## Биография
Родился в семье учёных-физиков Игоря Алексеевича Буфетова и Галины Александровны Буфетовой. Имеет младшего брата Алексея. Дед по отцовской линии — ветеран Великой Отечественной войны Алексей Игнатьевич Буфетов.
Выпускник московской математической Второй школы (1995). В 9-м классе выиграл первую премию Московской математической олимпиады (1993), в 10-м и 11-м классах получил дипломы II степени на Всероссийской олимпиаде школьников по математике. Окончил механико-математический факультет МГУ (2000) по специальности «математика, прикладная математика» и Независимый московский университет (НМУ, 1999).
В 2005 году получил степень PhD в Принстонском университете (США). Стипендиат Фонда Альфреда Слоуна (2010—2012). В 2011 году защитил докторскую диссертацию «Предельные теоремы для потоков на поверхностях и групп преобразований».
Профессор факультета математики НИУ ВШЭ. Член редколлегии журналов «Moscow Mathematical Journal» и «Известия РАН. Серия математическая».
Ведущий научный сотрудник Математического института имени В. А. Стеклова РАН и Института проблем передачи информации имени А. А. Харкевича РАН.
Область научных интересов: сохраняющие меру действия бесконечномерных групп, эргодические свойства потоков на плоских поверхностях высокого рода, эргодическая теория.

## Награды
- Премия Московского математического общества — за цикл работ по приложению теории перекладываний и гиперболической теории динамических систем к потокам Тейхмюллера (2005).
- Премия имени С. В. Ковалевской РАН (2015) — за цикл работ «Эргодическая теория и её применения к случайным процессам, представлениям и теории Тейхмюллера».